# علی لقمانی
علی لقمانی (زادهٔ ۱۳۴۱ در مشهد) مدیر فیلم‌برداری اهل ایران است. او در بیش از سه دهه فعالیت حرفه‌ای با کارگردانان سرشناسی چون خسرو سینایی، محمدعلی طالبی، اصغر فرهادی، و داریوش مهرجویی همکاری کرده و مدیریت فیلم‌برداری فیلم‌های شاخصی از سینمای ایران را بر عهده داشته‌است. لقمانی برنده چند جایزه برای فیلم‌برداری فیلم‌هایی مثل عروس آتش و شهر زیبا شده‌است.

## تحصیلات سینمایی
لقمانی پس از تحصیل در مرکز اسلامی آموزش فیلم‌سازی (باغ فردوس) در سال ۱۳۶۶، در سال ۱۳۷۱ مقطع کارشناسی رشته سینما (گرایش فیلم‌برداری) را در دانشگاه هنر به پایان رساند و در سال ۱۳۸۹ از مقطع کارشناسی ارشد سینما در دانشگاه هنر فارغ‌التحصیل شد. وی مدرس دانشگاه هنر و مؤسسات آموزشی سینمایی است.

## آثار
- هنگام که گریه می‌دهد ساز (درباره نیما یوشیج) / تصویربردار / مستند / ۱۳۹۵ / کارگردان: محمود یارمحمدلو
- گلدونه، مش رحیم، صغرا و دیگران / تصویربردار / مستند / ۱۳۹۵/ کارگردان: همایون امامی
- جزیره رنگین/ مدیر فیلمبرداری/ بلند/ ۱۳۹۳/ کارگردان: خسرو سینایی
- کاغذ خروس‌نشان/ مدیر فیلمبرداری/ بلند/ ۱۳۹۲/ کارگردان: مریم میلانی
- دستگاه/ مدیر تصویربرداری/ مستند/ ۱۳۹۲/ کارگردان: خسرو سینایی
- آقای هنرپیشه/ مدیر فیلمبرداری/ بلند/ ۱۳۹۱/ کارگردان: سعید اسدی
- بی‌خود و بی‌جهت/ مدیر فیلمبرداری/بلند/ ۱۳۹۰/کارگردان: عبدالرضا کاهانی
- زندگی دوباره/ مدیر تصویربرداری/ مستند/ ۱۳۹۰/کارگردان: خسرو سینایی
- باد بر باغ نظر/ مدیر تصویربرداری/ مستند بلند/ ۱۳۹۰/ کارگردان: پویان کاظمی
- آلزایمر/ مدیر فیلمبرداری/ بلند/ ۱۳۸۹/ کارگردان: احمدرضا معتمدی
- طهران تهران/ مدیر فیلمبرداری/ بلند/ ۱۳۸۸/ کارگردان: داریوش مهرجویی
- راویان تاریخ/ مدیر تصویربرداری/ مستند/ ۱۳۸۸/ کارگردان: خسرو سینایی
- عیار ۱۴/ مدیر فیلمبرداری/ بلند/ ۱۳۸۷/ کارگردان: پرویز شهبازی
- بانوی گل سرخ/ مدیر تصویربرداری/ مستند/ ۱۳۸۷/ کارگردان: مجتبی میرطهماسب
- جعبه موسیقی/ مدیر فیلمبرداری/ بلند/ ۱۳۸۶/ کارگردان: فرزاد مؤتمن
- گواهان تاریخ/ مدیر تصویر برداری/ مستند/ ۱۳۸۶/ کارگردان: خسرو سینایی
- سرخی سیب کال/ مدیر فیلمبرداری/ بلند/ ۱۳۸۵/ کارگردان: محمدعلی طالبی
- روز آفرینش/ مدیر تصویر برداری/ مستند/ ۱۳۸۵/ کارگردان: سودابه مجاوری
- پرواز در آیینه/ مدیر تصویر برداری/ مستند/ ۱۳۸۵/ کارگردان: مسعود سفلائی
- زندگی در تصویر/ مدیر تصویربرداری/ مستند/ ۱۳۸۵/ کارگردان: مصطفی رزاق کریمی
- گفتگو با سایه/ مدیر فیلمبرداری/ بلند/ ۱۳۸۴/ کارگردان: خسرو سینایی
- آوازهای سکوت/ مدیر تصویربرداری/ کوتاه/ ۱۳۸۴/ کارگردان: خسرو سینایی
- رؤیای سرخ/ مدیر تصویر برداری/ مستند/ ۱۳۸۴/ کارگردان: علی بدری
- طبل بزرگ زیر پای چپ/ مدیر فیلمبرداری/بلند/ ۱۳۸۳/ کارگردان: کاظم معصومی
- شهر زیبا/مدیر فیلمبرداری /بلند /۱۳۸۲/ کارگردان: اصغر فرهادی
- اشک سرما/ مدیر فیلمبرداری/ بلند/ ۱۳۸۲/ کارگردان: عزیزالله حمیدنژاد
- نفس عمیق/ مدیر فیلمبرداری/ بلند/ ۱۳۸۱/ کارگردان: پرویز شهبازی
- قطار کودکی/ مدیر فیلمبرداری/ بلند/ ۱۳۸۱/ کارگردان: سیروس حسن‌پور
- شقایق‌های آبی/ مدیر تصویربرداری/ مستند/۱۳۸۱/ کارگردان: فرشاد فرشته حکمت
- شعر ناتمام/ مدیر تصویر برداری/ مستند/ ۱۳۸۱/ کارگردان: فرشاد فرشته حکمت
- میان سایه و نور/ مدیر تصویربرداری/ مستند/۱۳۸۱/ کارگردان: خسرو سینایی
- عبور از نمی‌دانم/ مدیر تصویربرداری/ مستند/۱۳۸۱/ کارگردان: خسرو سینایی
- رؤیای جوانی/ مدیر فیلمبرداری/ بلند/ ۱۳۸۰/ کارگردان: نادر مقدس
- سفر سرخ/ مدیر فیلمبرداری/ بلند/۱۳۸۰/ کارگردان: حمید فرخ‌نژاد
- راه بهشت/ فیلمبردار/ بلند/ ۱۳۸۰/ کارگردان: محمود بهرازنیا
- عروس آتش/ مدیر فیلمبرداری/ بلند/ ۱۳۷۹/ کارگردان: خسرو سینایی
- جمعه/ مدیر فیلمبرداری/ بلند/ ۱۳۷۸/ کارگردان: حسن یکتاپناه (برنده دوربین طلایی کن)
- نگل/ مدیر تصویربرداری/ مستند/ ۱۳۷۸/ کارگردان: بهروز صمد مطلق
- درویش فلزات/ مدیر تصویر برداری/ مستند/ ۱۳۷۸/ کارگردان: محمود یارمحمدلو
- کوچه پاییز/ مدیر فیلمبرداری/ بلند/ ۱۳۷۶/ کارگردان: خسرو سینایی
- مهره/ مدیر فیلمبرداری/ بلند/ ۱۳۷۶/ کارگردان: محمدعلی سجادی
- کسوف/ مدیر تصویربرداری/ مستند/ ۱۳۷۵/ کارگردان: بهروز صمد مطلق
- ماه مهربان/ مدیر فیلمبرداری/ بلند/ ۱۳۷۴/ کارگردان: قاسم جعفری
- ده فرمان/ مدیر تصویربرداری/ مستند/ ۱۳۷۴/ کارگردان: خسرو سینایی
- صلیب مقدس/ مدیر تصویر برداری/ مستند/ ۱۳۷۴/ کارگردان: خسرو سینایی
- قدیش/ مدیر تصویر برداری/ مستند /۱۳۷۴/ کارگردان: خسرو سینایی
- نور ایزدی/ مدیر تصویربرداری/ مستند/ ۱۳۷۴/ کارگردان: خسرو سینایی
- قطره، قطره، آبشار/ مدیر فیلمبرداری/ کوتاه/۱۳۷۴/ کارگردان: خسرو سینایی
- دشت ارغوانی/ مدیر فیلمبرداری/ بلند/ ۱۳۷۳/ کارگردان: نادر مقدس
- قصه کوتاهی چند هزار ساله/ مدیر فیلمبرداری/ مستند/ ۱۳۷۳/ کارگردان: خسرو سینایی
- به کوه مهربان بیندیش/ مدیر فیلمبرداری/ مستند/۱۳۷۳/ کارگردان: خسرو سینایی
- زیر سایه کنار/ مدیر فیلمبرداری/ بلند/۱۳۷۲/ کارگردان: جواد ارشاد
- صنعت نفت/ تدوینگر، صداگذار/ مستند، سریال/۱۳۷۲/ کارگردانان: امیر پناهی ـ آزاد
- گیزلا/ مدیر فیلمبرداری، مشاور هنری، تهیه‌کننده/ مستند/ ۱۳۷۲/ کارگردان: خسرو سینایی
- سه مرد عامی/ مدیر فیلمبرداری/ بلند/ ۱۳۷۱/ کارگردان: سیامک تقی‌پور
- آخرین حلقه زنجیر/ مدیر فیلمبرداری/ مستند/ ۱۳۷۱/کارگردان: خسرو سینایی
- نسیم مهر/ فیلمنامه‌نویس، مدیر فیلمبرداری/ کوتاه/ ۱۳۷۰/ کارگردان: بهروز صمد مطلق
- در کوچه‌های عشق/ فیلمبردار، صداگذار، تدوینگر/ بلند/۱۳۶۹/ کارگردان: خسرو سینایی
- با دست هنر… / فیلمبردار/ مستند/۱۳۶۸/ کارگردان: بهروز صمد مطلق
- یادداشت‌هایی بر سه سفر/ صداگذار، تدوینگر/ مستند، سریال/ ۱۳۶۸/ کارگردان: خسرو سینایی
- گذر/ فیلمبردار/ کوتاه/ ۱۳۶۸/ کارگردان: مرجانه انصاری
- از شام تا بام/ فیلمبردار/ کوتاه/ ۱۳۶۸/ کارگردان: مسعود آب پرور
- آخرین ایستگاه/ فیلمبردار/ کوتاه/ ۱۳۶۸/ کارگردان: سوزان فرزانه پور
- شهر ما، خانه ما/ فیلمبردار/ کوتاه/۱۳۶۸/ کارگردان: پرویز زاهد
- ده صحنه تا اخراج/ فیلمنامه‌نویس، تدوینگر/ کوتاه/۱۳۶۷/کارگردان: خسرو سینایی
- کجا دانند حال ما… /فیلمبردار/ مستند/۱۳۶۷/ کارگردان: جواد طاهری
- میراث قافلان کوه/فیلمبردار/ مستند/ ۱۳۶۷/ کارگردان: علی عبدالعلی‌زاده
- یار در خانه/ دستیار کارگردان و دستیار تدوینگر/ بلند/۱۳۶۶/ کارگردان: خسرو سینایی
- پناهگاه/ فیلمبردار/ کوتاه/ ۱۳۶۶/ کارگردان: سعید کاردر
- سکوت صدا/ فیلمبردار، کارگردان، تدوینگر/ مستند/ ۱۳۶۵/ کارگردان: علی لقمانی

## در جشنواره‌ها
- باد بر باغ نظر/ ۱۳۹۲/ نامزد بهترین دستاورد فنی ـ هنری از جشنواره فیلم فجر
- درویش فلزات/ ۱۳۸۵/ جایزه فیلمبرداری از جشنواره فیلم کوتاه اصفهان
- شهر زیبا/ ۱۳۸۴/ جایزه فیلمبرداری از جشنواره فیلم شهر
- شهر زیبا/ ۱۳۸۳/ نامزد بهترین فیلمبرداری از هشتمین جشن خانه سینما
- شهر زیبا/ ۱۳۸۲/ نامزد بهترین فیلمبرداری از جشنواره فیلم فجر
- نفس عمیق /۱۳۸۲/ دومین فیلمبرداری سال / دوره هجدهم منتخب نویسندگان و منتقدان (بهترین‌های سال)
- عروس آتش/ ۱۳۷۸/ جایزه فیلمبرداری از کانون مدرسان سینمای ایران
- درویش فلزات/ ۱۳۷۸/ کتاب زرین بهترین فیلمبرداری از شنواره بین‌المللی فیلم رشد
- کسوف/ ۱۳۷۵/ کتاب زرین بهترین فیلمبرداری از جشنواره بین‌المللی فیلم رشد
- در کوچه‌های عشق/ ۱۳۷۲/ جایزه منتقدان سینمای ایران

## بزرگداشت
در افتتاحیه جشنواره نهالِ پانزدهم به تاریخ ۲۸ خرداد ۹۷ مراسم بزرگداشتی برای علی لقمانی در سالن ایوان شمس تهران برگزار شد. در این برنامه به میزبانی دانشگاه هنر و دانشجویان رشته سینما بزرگداشت این فیلمبردار شناخته‌شده و از استادان دانشگاه هنر برپا شد که در آن خسرو سینایی، همایون امامی، محمدحسین فرج، اصغر فرهادی (به صورت پیغام ویدیویی) به تجلیل از لقمانی پرداختند. همچنین فیلمی دربارهٔ وی به نمایش درآمد. در سال‌های پیش از آن نیز جشنواره نهال برای اشخاصی چون کامران شیردل، علی حاتمی و سهراب شهیدثالث بزرگداشت برگزار کرده بود.